# Гуревич, Яков Григорьевич
Яков Григорьевич Гуревич (1 (13) января 1841 — 3 (16) марта 1906) — российский историк, педагог, благотворитель. Действительный статский советник (с 27.12.1887).

## Биография

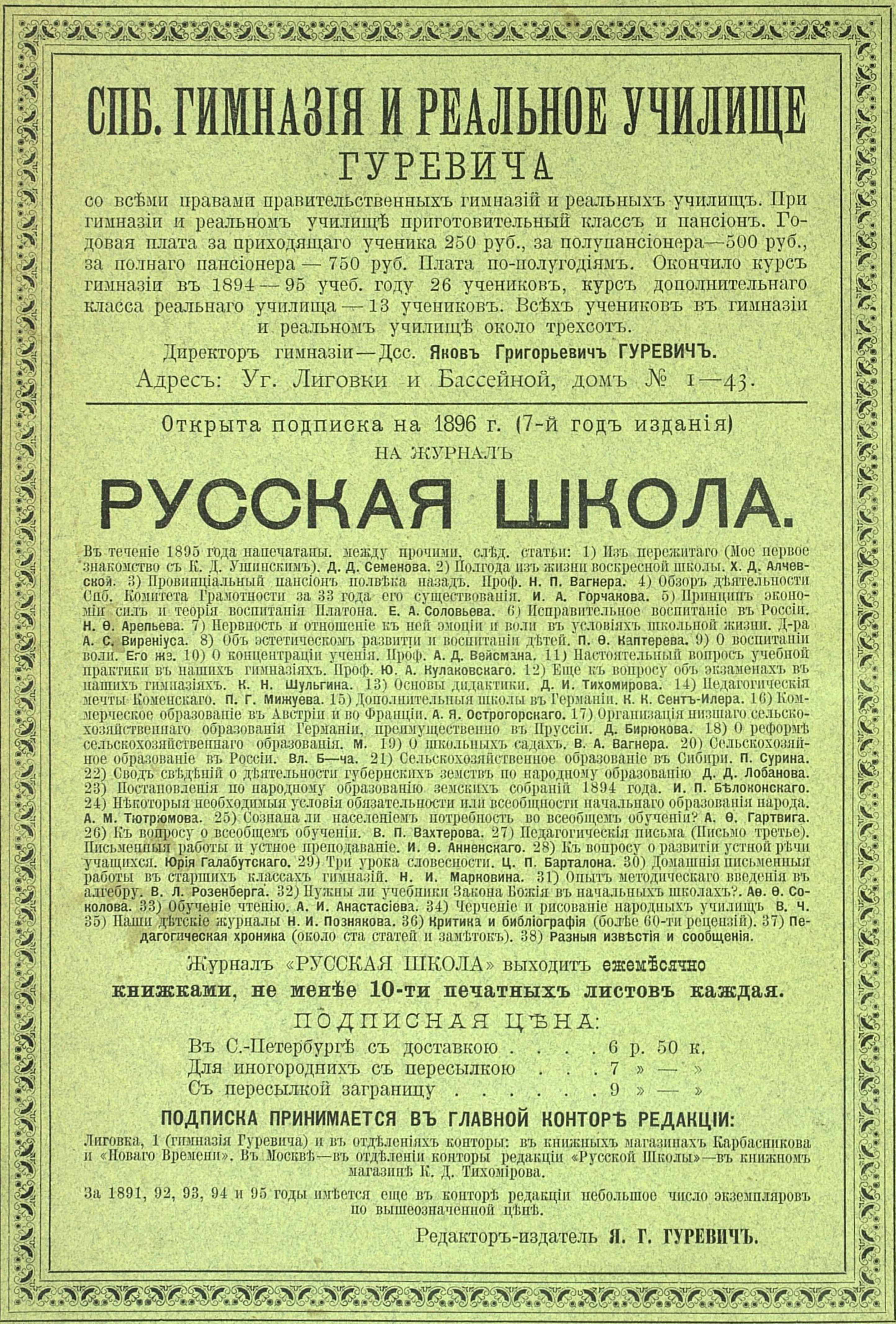
Реклама гимназии, училища и журнала Я. Г. Гуревича, 1896 год

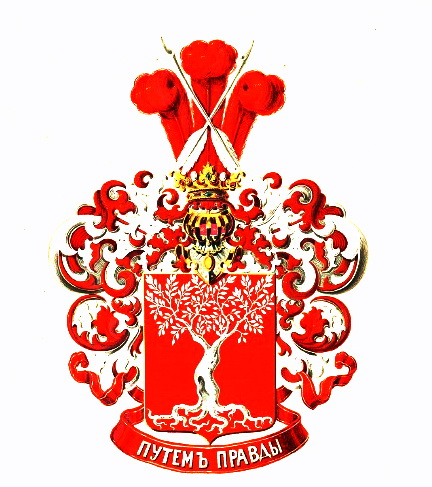
Герб рода дворян Гуревичей внесен в Часть 15 Общего гербовника дворянских родов Российской империи, стр. 143

Родился в Одессе в еврейской семье. Окончил Одесскую 2-ю гимназию (1860) и историко-филологический факультет Императорского Санкт-Петербургского университета (1868). В 1868—1871 годах преподавал историю и географию в Новгородской гимназии.
Член учебного комитета Императорского человеколюбивого общества (1877—1891). В 1883 году в качестве директора возглавил учебное заведение, которое с этого времени стало именоваться Гимназией и реальным училищем Гуревича. Приват-доцент Санкт-Петербургского университета (1885—1889).
С 1890 года — издатель журнала «Русская школа». Член Русского литературного общества, председатель комиссии для помощи голодающим ученикам Санкт-Петербургского комитета грамотности, член правления Общества содействию физическому развитию детей, член правления петербургского Педагогического общества взаимной помощи, член правления кассы взаимопомощи при «Литературном фонде» — обществе для пособия нуждающимся литераторам и ученым.
Член Общества вспомоществования бывшим воспитанникам Киевского университета, Общества пособия бедным женщинам (Александровский приют), петербургского Фребелевского общества. Член Союза взаимопомощи русских писателей и Литературно-художественного общества, председатель петербургского Собрания педагогов. Товарищ председателя кассы взаимопомощи бывших студентов Санкт-Петербургского университета.
Был похоронен на Никольском кладбище; могила не сохранилась.

## Семья и родственники
Жена Я. Г. Гуревича — Любовь Ивановна Ильина (ок. 1842—1922). Племянник жены — религиозный мыслитель Иван Александрович Ильин, племянница жены — писательница Наталья Юльевна Жуковская-Лисенко (1874—1940), дочь публициста Юлия Галактионовича Жуковского (1822—1907) и переводчицы Екатерины Ивановны Жуковской (урождённой Ильиной, 1841—1913).
Дочь — литератор Любовь Яковлевна Гуревич, сыновья — педагог Яков Яковлевич Гуревич и врач, профессор Григорий Яковлевич Гуревич-Ильин (автор многократно переиздававшейся «Общей врачебной техники»). Другая дочь — Екатерина Яковлевна — мать известного литератора Ираклия Луарсабовича Андроникова и грузинского физика Элевтера Луарсабовича Андроникашвили.